# Ctenotus arcanus
Ctenotus arcanus es una especie de lagarto del género Ctenotus, familia Scincidae, orden Squamata. Su masa corporal es de aproximadamente 15,54 g.

## Distribución y hábitat
Se distribuye por Australia, en Queensland y Nueva Gales del Sur. Suele habitar en bosques templados.

## Taxonomía
Fue descrita por Czechura y Wombey en 1982.
Tratamiento taxonómico
La especie aparece registrada y publicada en Three new striped skinks, (Ctenotus, Lacertilia, Scinidae) from Queensland. Memoirs of the Queensland Museum 20 (3): 639-645.